# نصف‌النهار ۱۵۹ درجه شرقی
نصف‌النهار ۱۵۹ درجه شرقی ۱۵۹مین نصف‌النهار شرقی از گرینویچ است که از لحاظ زمانی ۱۰ساعت و ۳۶دقیقه با گرینویچ اختلاف زمانی دارد.
این نصف‌النهار از قطب شمال شروع و از مناطق زیر گذشته و به قطب جنوب ختم می‌شود.
- روسیه
- اقیانوس آرام
- 🇸🇧 جزایر سلیمان